# Zeehaen Rupes
La Zeehaen Rupes è una struttura geologica della superficie di Mercurio.